# Rebellious Schoolgirls
Rebellious Schoolgirls è un cortometraggio muto del 1907 diretto da Lewin Fitzhamon.

## Trama
In una scuola femminile, la direttrice punisce una delle allieve. Quando l'insegnante si allontana dall'aula, la studentessa arringa la classe e incita alla rivolta. Così, al suo ritorno, la professoressa è sorpresa dalle ragazze che la buttano per terra: la loro leader imbraccia la frusta e si vendica. Poi, non contenta, versa dell'inchiostro nero sulla vittima impotente.

## Produzione
Il film fu prodotto dalla Hepworth.

## Distribuzione
Distribuito dalla Hepworth, il film - un cortometraggio di trenta metri - uscì nelle sale cinematografiche britanniche nell'ottobre 1907.
Nello stesso anno, la Williams, Brown and Earle lo presentò anche negli Stati Uniti.
Si conoscono pochi dati del film che, prodotto dalla Hepworth, fu distrutto nel 1924 dallo stesso produttore, Cecil M. Hepworth. Fallito, in gravissime difficoltà finanziarie, il produttore pensò in questo modo di poter almeno recuperare il nitrato d'argento della pellicola.